# Kemper megye
Kemper megye az Amerikai Egyesült Államokban, azon belül Mississippi államban található. Megyeszékhelye és legnagyobb városa De Kalb. Lakosainak száma 8988 fő (2020. április 1.). Kemper megye Noxubee, Neshoba, Lauderdale, Newton, Winston és Sumter megyékkel határos.

## Népesség
A megye népességének változása:
| Lakosok száma | 10 471 | 10 244 | 10 379 | 10 294 | 9969 | 8988 |
|               | 2010   | 2011   | 2012   | 2013   | 2015 | 2020 |